# B型肝炎
B型肝炎（Bがたかんえん、英: Hepatitis B）とは、B型肝炎ウイルス (HBV) に感染することで発症するウイルス性肝炎の一つ。B肝とも呼ばれる。
血液を介して感染するため、従来の検査体制が確立されない時期に輸血を介して、または1986年に母子間ブロックが実施されるようになる前には母子感染で感染した。感染の予防策としては、注射器を共用しない、性行為時にコンドームの着用といったことがある。
主な治療法は、インターフェロンや核酸アナログ製剤を用いた抗ウイルス療法がある。
日本においてB型肝炎ウイルス保有者（キャリア）は、150万人程度といわれている。その内の約95％は自然治癒するが、約5％は肝炎発症となり、慢性肝炎、肝硬変、肝臓がんへと進行することがある。

## 疫学
| no data。 ≤ 10 10–20 20–30 30–40 40–50 50–80 | 80–100 100–120 120–150 150–200 200–500 ≥ 500 |

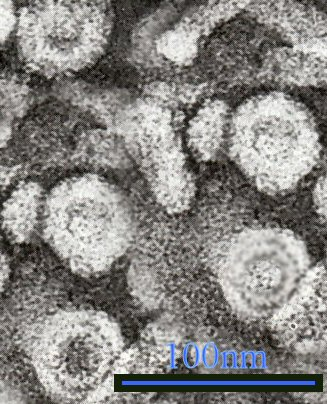
B型肝炎ウイルスの透過型電子顕微鏡写真、スケールは100nm

2002年のB型肝炎による人口10万人当たりの障害調整生存年数（:en: disability-adjusted life year）
no data。
≤ 10
10–20
20–30
30–40
40–50
50–80
80–100
100–120
120–150
150–200
200–500
≥ 500

近年、日本ではあまり見られなかったジェノタイプA（北米、欧州、アフリカ中部に多く分布する）のB型肝炎ウイルス感染が広がりつつある。ジェノタイプAのB型肝炎ウイルスに感染した場合、その10%前後が持続感染状態（キャリア化）に陥る。本来、日本に多いジェノタイプCのB型肝炎ウイルスは、成人してからの感染では、キャリア化することはまれであったことから、ジェノタイプAのB型肝炎ウイルス感染の拡大には、警戒が必要である。

## 感染
B型肝炎ウイルスは、血液や体液の飛沫を介して感染する。感染経路は主に以下がある。成人以降での水平感染の多くは、一過性であることが多い。その感染力はヒト免疫不全ウイルス（HIV）より強いとされる。
- 垂直感染：母子感染
- 水平感染：性行為・性感染症・輸血・臓器移植・刺青・針刺し事故・注射器の使い回し・コンタクトスポーツ等

2002年4月、佐賀中部保健所に急性B型肝炎の届出があり、保育所で25名の集団感染が疑われた。感染源は、HBVキャリアである元職員が疑われたが全例で特定することはできなかった。日常生活の中でも感染が起こりうることを確認し、その感染様式には出血及び滲出液を伴う皮膚疾患が関与している可能性と、感染防御策にワクチン接種を加えることが有効であることが示唆された。
かつては幼児期（7歳まで）の輸血による感染が多かったが、現在では先進国では検査体制が確立したため、ほとんど見られない。針刺し事故や注射針の回し打ち・刺青での針の再使用などもある。
日本では、戦後から1988年頃まで行われた、幼児期の集団予防接種における注射針や注射筒の使い回しにより、B型肝炎ウイルスが蔓延した。日本国政府は1948年には注射針・注射筒の連続使用の危険性を認識していたが、40年にわたり使い回しの現状を放任していた。
2011年現在、推定150万人の持続感染者（キャリア）の内、集団予防接種による感染者は30%前後と言われており、この集団感染訴訟は、2011年6月28日に国と原告との間で基本合意が締結し、2012年（平成24年）1月13日に特定B型肝炎ウイルス感染者給付金等の支給に関する特別措置法が施行され、裁判上の和解が成立した者に対し、日本国政府は法に基づく給付金を支給することになった。

## 臨床像

血液中の時間経過の慢性のHBV抗原およびHBV抗体の水準値

### 初期感染
B型肝炎ウイルスに感染した場合、多くは無症状で経過するが、20～30%が急性肝炎を発症し、1～2%が劇症肝炎化する。D型肝炎の混合感染が生じる場合もある。成人の初感染の多くは、免疫応答でウイルスを排除しての一過性感染であるが、近年成人感染のキャリア化が報告されている。

### 持続感染
母子感染の90%以上は、C型肝炎と同様、B型肝炎ウイルスに持続的感染を呈する場合が多い。1986年から母子間ブロックが行われるようになってからは感染はほとんど防げている。
HBe抗原陽性無症候性キャリア
血液検査にて、HBe抗原陽性を示し、ALT高値を示さない状態。B型肝炎ウイルスが増殖しているが、肝障害は呈していない状態のこと。多くの場合、自然経過でHBe抗原陰性・HBe抗体陽性を生じ、HBe抗体陽性無症候性キャリアへ移行する（HBeセロコンバージョン：HBe seroconversionという）が、一部は慢性肝炎へと移行する。
HBe抗体陽性無症候性キャリア
血液検査にて、HBe抗体陽性を示し、ALT高値を示さない状態。B型肝炎ウイルスが完全には排除しきれていないが、ウイルスの増殖は抑えられ、肝障害を呈さなくなった状態のこと。多くの場合は自然経過を経る。ほとんどは、再活性化や肝硬変へは移行しない。一部のみがウイルスの再増殖による再活性化する。また肝逸脱酵素の上昇を伴わずとも肝硬変に進展していることもまれにある。
慢性B型肝炎
B型肝炎ウイルスが増殖し、血液検査においてALT高値持続認め、肝障害を呈している状態。肝硬変への移行・肝細胞癌の発症を生じてくる。
稀に、HBs抗原陰性・HBs抗体陽性となる場合もあり（HBsセロコンバージョン：HBs seroconversionという）、予後良好である。
de novo 急性B型肝炎
近年、さまざまな免疫抑制剤・抗がん剤・分子標的治療薬が開発され、それらの使用により沈静化していたB型肝炎か再燃するもの。劇症肝炎への移行率が高く、注意を要する。2001年リツキシマブとステロイドの併用により加療していた悪性リンパ腫患者が、B型肝炎を発症したことが報告されてからクローズアップされている。

### 肝細胞癌
C型肝炎と異なり、B型肝炎では肝硬変を経ずに肝細胞癌の発症が見られる。無症候性キャリアであっても発症することもある。

## 検査

### 問診
B型肝炎の感染経路は、主にB型肝炎に感染している母親から出産時の子への感染（母子感染。垂直感染）、出産後の集団予防接種、それ以外による医療者の針刺し事故・集団予防接種での注射器の使いまわし・性交渉・入れ墨で器具を消毒せず繰り返し使用した場合・覚醒剤使用時に注射器を共用した場合がある（ただし、成人してからの感染は慢性化することが少なく、一過性の急性肝炎が主な症状になるので、慢性B型肝炎患者の場合は予防接種・母子感染が主な感染経路になる事も考えられる）。
したがって、出生時の母親の感染有無、集団予防接種時の時期（昭和23年7月～昭和63年）、輸血暦、手術暦、針刺し事故、覚醒剤注射・恋愛関係で感染の原因となりうることがあったかどうかを確認が大切である。

### 血液検査
- ウイルス検査
  - HBs抗原：陽性であれば現在HBV感染を示す。
  - HBs抗体：中和抗体であり、陽性であれば既往感染・ワクチン接種後を示す。
  - HBc抗体：陽性であれば現在・過去のHBV感染を示す。現在ないし過去も含めて一度でもHBV感染すれば生涯に渡りHBc抗体陽性である。これはHBs抗体（中和抗体）取得されていてウイルスの抑制排除が行われていて、他人への感染力も低く、体内でのウイルス活動は十分に抑えられていても、生体内の肝細胞においてウイルス自体の潜伏は続いているからと言える。ワクチン接種後のみの場合はHBc抗体陰性である。
    - HBc-IgM抗体：初期感染急性期または慢性肝炎急性増悪期に上昇傾向を示す。

  - HBe抗原：HBV量が多いことを示す。
  - HBe抗体：HBV量が少ないことを示す。
  - HBcr抗原：（HBV core related antigen）HBc抗原・HBe抗原・p22cr抗原の総値。治療効果判定として保険適応あり。
  - HBV-DNA：HBVのDNA量を直接測定したもの。現在はリアルタイムPCRが用いられる。
従前はbranched DNA probe, TMA, PCR が用いられていたが、感度の優れたリアルタイムPCRが現在は主である。

臨床的には大まかに以下のように状態評価していく。
| HBs抗原 | HBs抗体 | HBc抗体 | HBe抗原 | HBe抗体 | HBV-DNA | 臨床像                                                                          |
| ------- | ------- | ------- | ------- | ------- | ------- | ------------------------------------------------------------------------------- |
| (-)     | (+)     | (-)     | (-)     | (-)     | (-)     | ワクチン接種後                                                                  |
| (-)     | (+)     | (+)     | (-)     | (-)     | (-)     | 既感染・感染後                                                                  |
| (+)     | (-)     | (+)     | (-)     | (+)     | (+)     | HBe抗体陽性carrier（非活動性キャリア）                                          |
| (+)     | (-)     | (+)     | (+)     | (-)     | (+)     | HBe抗原陽性carrier（無症候性活動性キャリア・慢性B型肝炎） 急性B型肝炎 B型肝硬変 |

- 肝障害
  - ALT・AST
- 肝線維化
  - IV型コラーゲン・ヒアルロン酸など
- 肝機能
  - 血小板（Plt）、プロトロンビン時間（PT）、アルブミン (Alb)、コリンエステラーゼ (ChE) など
- 肝細胞癌の腫瘍マーカー
  - AFP、AFP-L3、PIVKA-II、

### 画像検査
以下の画像検査によって、慢性肝炎～肝硬変・肝細胞癌の発生を評価していく。
- 腹部超音波検査
- CT、特に造影CT
- MRI、特にEOB・MRIなど

### 病理組織検査
- 肝生検により肝臓の傷害について、リンパ球浸潤や線維化などの組織学的評価ができる。
  - HBs抗体陽性例やHBV-DNA量が測定感度以下であり、既感染と診断されていても肝臓の組織内にcccDNAという形態でHBVが残存していることがあり注意を要する。オカルトHBV (occult HBV) と呼ばれる。

### 検査機関
病院のほか、無料にて日本の各自治体が検査を行っていることがある。

## 予防
B型肝炎ワクチンの予防接種が、感染防止に有効である。

### 母子感染予防
B型肝炎キャリアの多くは、母親からの垂直感染（母子感染）であり、外国では母子感染予防のため、B型肝炎ワクチンを乳児期に定期接種している例が多い。日本では、母子感染防止対策事業として、妊婦に対するHBs抗原検査が実施され、健康保険によりHBs抗原陽性妊婦からの出生児へ、抗HBs人免疫グロプリン投与・B型肝炎ワクチン接種を施行している。

### 水平感染防止
労働災害事故防止（対象者は、医療関係者・救急関係者等）の観点から、医療実習前の段階で、B型肝炎ワクチンの予防接種が望ましいが、日本では労働安全衛生法上の義務にもかかわらず、一部の医療機関でB型肝炎ワクチン予防接種の未実施や、接種費用の一部の自己負担を請求している問題がある。
海外旅行者も、B型肝炎ワクチンの接種対象となる。日本製、または日本で承認されているB型肝炎ワクチンのHBs抗原（B型肝炎ウイルス表面抗原）量は、10マイクログラム/0.5mLであり、日本以外の製品の20マイクログラムの半分量であること、また、いずれの場合も、"low responder"や"non-responder"という、抗体産生反応をしにくい被接種者がいることも熟知されたい。
性感染症としては、コンドームの着用で、ある程度予防することができる。
B型肝炎ウイルスに対しては、高HBIG（高力価HBs抗原ヒト免疫グロブリン）・HBワクチンにより感染の減少がみられる。

### ワクチン接種

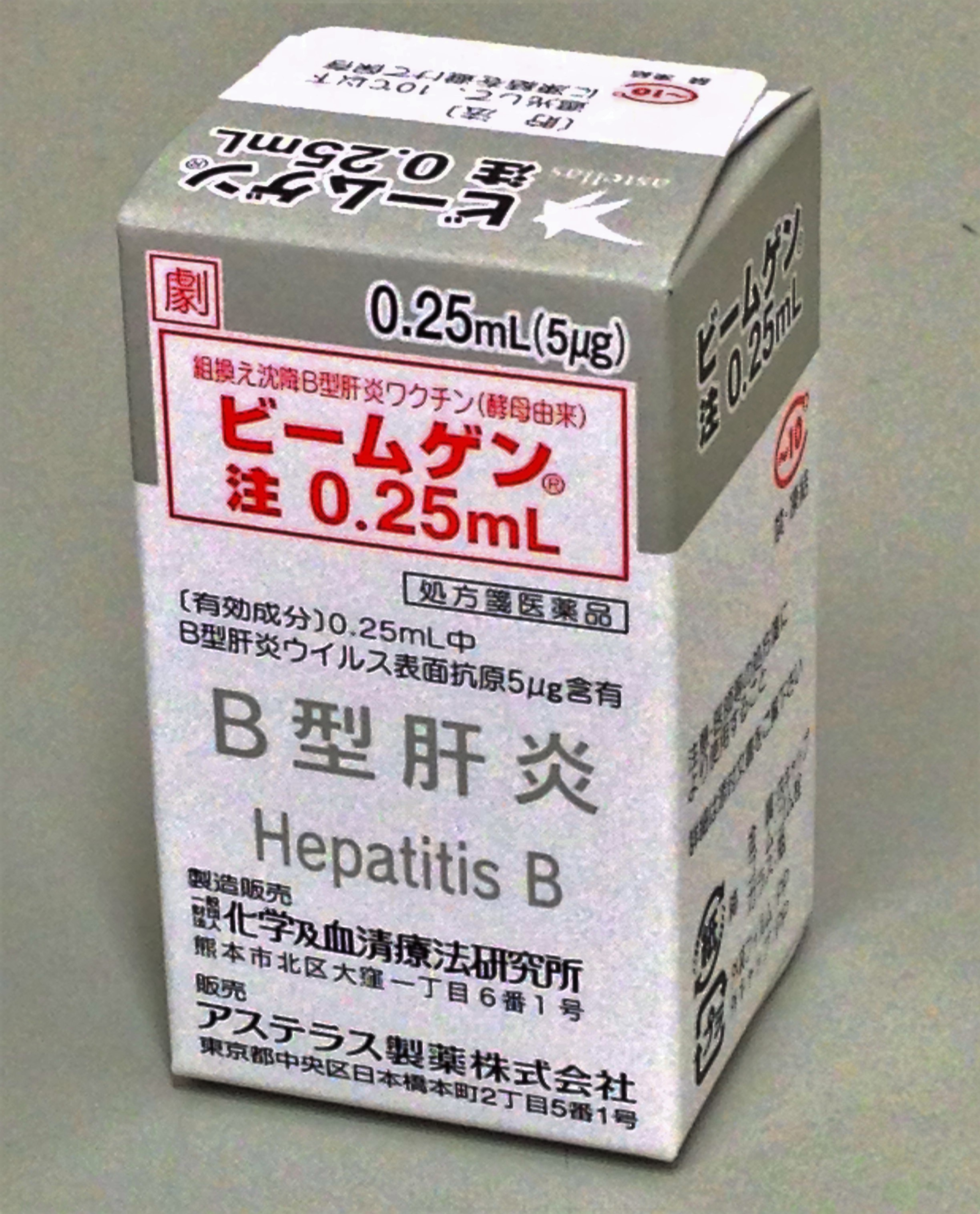
化血研製B型肝炎ワクチン
ビームゲン

B型肝炎と、将来の肝がんを予防するため、アジュバントが入っている不活化ワクチンを接種する。世界180か国以上で行われている、ワクチンの中でも最も安全な物のひとつである。
水平感染予防の観点から、厚生科学審議会予防接種・ワクチン分科会は、定期接種化が必要としていて、厚生労働省は2016年10月に予防接種法に基づく「定期接種」にする方針を決めた。
- 母親がキャリアでない新生児は、「定期接種」で生後1ヶ月から接種可能（生後2か月からヒブ、小児用肺炎球菌ワクチンなどとの同時接種を推奨）。初回、4週間後、さらに20～24週後の合計3回接種 [10]。
- 一般的には1回目と2回目が4週間間隔（アメリカ合衆国では30日）、2回目と3回目が半年間隔である。3回接種後の抗体維持期間は5年（輸入ワクチンは15～20年）[11]。日本肝臓学会によると、獲得した免疫は、少なくとも15年間持続することが確認されている[7]。
- 緊急接種の場合（緊急でハイリスク暴露になる可能性がある場合）、アメリカ合衆国では下記のワクチン接種法が承認された。
  - 1回目と2回目が1週間間隔、2回目と3回目が2週間間隔、3回目と4回目が1年間隔。これで、10年間の抗体維持ができるとされる[要出典]。

## 治療
- 慢性B型肝炎は、下記の抗ウイルス治療によって、慢性肝炎の沈静化（ALTの正常化）と、その後の肝硬変への移行・肝細胞癌発症の阻止にある。
- 急性B型肝炎は、初回感染として自己の免疫での鎮静化を期待して、基本的に保存的加療が行われるが、劇症肝炎への変化に留意し、抗ウイルス治療が適時行われる。急性B型肝炎の治療について「急性肝炎」を参照。

### 抗ウイルス療法
B型肝炎における抗ウイルス治療は、B型肝炎ウイルスの活動を抑制する治療である。B型肝炎ウイルスは自然経過において、ウイルスに対する抗体（HBs抗体ないしHBe抗体）が取得されることで、ウイルスの活性化が沈静化していくが、これを「セロコンバージョン（seroconversion）」と呼ぶ。抗ウイルス治療はこの状態を促していくことと、この状態に近いウイルスの活動性の鎮静が目標である。よって、現在の医療では「B型肝炎ウイルスの完全排除」は困難である。
治療適応は「HBe抗原陽性無症候性キャリア」・「慢性B型肝炎」・「B型肝硬変」である。日本肝臓学会編「慢性肝炎・肝硬変診療ガイド2016」によると 抗ウイルス療法の治療対象は慢性肝炎症例ではHBe抗原陽性、陰性に関わらずALTが31IU/l以上、HBV-DNA量が4 log copy/ml(2000IU/ml)以上である。肝硬変症例ではHBV-DNA量が陽性ならばHBe抗原やHBs抗原、ALT値、HBV-DNA量に関わらず治療対象である。
抗ウイルス治療は、インターフェロン（IFN）と、核酸アナログ製剤で行われる。核酸アナログ製剤は一度開始すると多くの場合終生継続していく必要性がある。
インターフェロン（IFN）
- IFNα （スミフェロン、オーアイエフ）
- IFNα2b（イントロンA）
- IFNβ （IFN、フエロン）
- PEG-IFNα2a（ペガシス）

核酸アナログ製剤
- ラミブジン Lamivudine（ゼフィックス Zefix®）：LAM

元々HIV治療薬として開発された。耐性ウイルス出現が多く、近年は新規使用には用いられていない。
- アデフォビル Adefovir（ヘプセラ Hepsera®）：ADF

ラミブジン耐性のウイルス治療薬として承認された。ラミブジン耐性ウイルス出現時にラミブジンと併用で用いられた。
- エンテカビル Entecavir（バラクルード Bareclude®）：ETV

ラミブジンよりウイルス抑制作用が強力で、現在はほぼ核酸アナログ製剤として第一選択で用いられている。催奇形性があり、妊娠の可能性がある女性には投与できない。
- テノホビル Tenofovir：TFV
核酸アナログ製剤の最新薬剤。以下の２種類がある。
  - テノゼット（Tenozet®　Tenofovir disproxil fumarate：TDF）
元々は抗HIV薬「ビリアード®（Viread®）」として開発販売されていて、日本・海外で広く認可されていたものを抗HBV薬として名称を変更して販売。催奇形性が低いとされている。
  - ベムリディ（Vemlidy®　Tenofovir alafenamide：TAF）
新規プロドラッグとして開発され、TDFより肝臓移行性が効率的とされている。
- テルビブジン Telbivudine：LdT（Sebivo　Tyzeka）
- クレブジン Clevudine（Revoivir）

基本的に年齢によって治療選択される。
- 35歳未満：免疫応答によるセロコンバージョンが期待され、免疫賦活作用もあるIFN治療が選択される。ウイルス量が多い場合、核酸アナログ製剤との併用療法が行われる。
- 35歳以上：セロコンバージョンの可能性が低く、核酸アナログ療法によるウイルス抑制治療が選択される。ウイルス量が多い場合、IFNとの併用療法が行われる。また、挙児希望の場合はIFNまたはTDF投与が行われる。

### 肝庇護療法
抗ウイルス療法以外に、ALTの正常化を計る目的で、以下が用いられる。ただ、肝庇護療法はC型肝炎には比較的効果はあるが、B型肝炎にはあまり効果を示さない場合も多い。
- グリチルリチン（SNMC：強力ネオミノファーゲンC）
- ウルソデオキシコール酸（UDCA：ウルソ・ウルソサン）
- 肝臓加水水解物（プロヘパール）
- 小柴胡湯（漢方）：IFNとの併用は、間質性肺炎のリスクが高まるため、併用禁忌